# Neal Broten
Pour les articles homonymes, voir Broten.
Temple de la renommée américain : 2000
Neal LaMoy Broten (né le 29 novembre 1959 à Roseau dans le Minnesota aux États-Unis) est un joueur professionnel américain de hockey sur glace. 

## Carrière
Il commence sa carrière dans le championnat universitaire avec les Golden Gophers de l'université du Minnesota en 1978. Sous la direction de Herb Brooks, il gagne un championnat de la NCAA et réalise quatre passes décisives au cours de la même période, un record de NCAA qui tient toujours.
À la suite de cette première saison, il participe au repêchage d'entrée dans la Ligue nationale de hockey et est choisi lors du troisième tour par les North Stars du Minnesota (42e choix au total).
Il ne commence pas la nouvelle saison dans la LNH mais préfère continuer dans le championnat NCAA. Il fait partie de l'équipe des États-Unis qui prend part au tournoi des Jeux olympiques de 1980. L'équipe connaît alors un parcours exceptionnel, parcours surnommé « Miracle sur glace » en Amérique du Nord et conclu par une médaille d'or.
Il joue tout de même les trois derniers matchs de la saison ainsi que les séries éliminatoires, les North Stars tombant en finale de la Coupe Stanley contre les Islanders de New York. Il gagne tout de même le trophée Hobey Baker du meilleur joueur du championnat NCAA.
Il est également connu pour s'être battu contre Wayne Gretzky, lors d'un des rares combats de Gretzky, en 1982-1983. Plus tard, il déclarera avoir dû supporter après les menaces des « gros bras » coéquipiers de Gretzky, Marty McSorley et Dave Semenko.
Il joue avec les North Stars jusqu'à la fin de la saison 1992-1993 de la LNH et les suit lorsqu'ils déménagent et deviennent les Stars de Dallas. En 1985-1986, il dépasse la barre des 100 points en saison (105 points) et devient le premier joueur de nationalité américaine à dépasser cette barre symbolique. Il est le premier buteur pour les Stars en 1993 contre les Red Wings de Détroit.
Lors de la saison écourtée 1994-1995, il occupe pendant deux mois le rôle de capitaine de l'équipe, en collaboration avec Derian Hatcher. Il finit la saison avec les Devils du New Jersey en retour de Corey Millen. Dans cette équipe menée par le gardien vedette Martin Brodeur, il réalise son rêve de toujours et remporte la Coupe Stanley en marquant le but de la victoire lors du quatrième et dernier match contre les Red Wings de Détroit.
Il finit sa carrière en 1997 après avoir joué dans près de quatre franchises dans la même saison et échouant de près pour atteindre les 1 000 points en carrière. Son numéro 7 est retiré par les Stars en février 1998 et à la fin de la saison, on lui remet le trophée Lester-Patrick pour services rendus au hockey aux États-Unis.
À la suite de son départ à la retraite, il accepte de revenir jouer pour les États-Unis pour les qualifications pour le championnat du monde 1999. Il inscrit six points en trois matchs avant de prendre sa retraite pour de bon.
En 2000, il est admis au Temple de la renommée du hockey américain.

## Trophées et honneurs personnels
- NCAA
  - Champion NCAA en 1979
  - Trophée Hobey-Baker remis au meilleur joueur de l'année dans la NCAA en 1981

- Ligue nationale de hockey
  - Capitaine des Stars de Dallas en 1994-95
  - Vainqueur de la Coupe Stanley 1995 avec les Devils du New Jersey
  - le 7 des Stars de Dallas est retiré à son honneur
  - Trophée Lester-Patrick en 1998
  - Sélectionné pour les 35e (1983) et 38e (1986) Match des étoiles[8]

## Statistiques
Pour les significations des abréviations, voir Statistiques du hockey sur glace.
| Saison     | Équipe                      | Ligue      |       | Saison régulière | Saison régulière | Saison régulière | Saison régulière | Saison régulière |    | Séries éliminatoires | Séries éliminatoires | Séries éliminatoires | Séries éliminatoires | Séries éliminatoires |
| Saison     | Équipe                      | Ligue      | PJ    | B                | A                | Pts              | Pun              | PJ               | B  | A                    | Pts                  | Pun                  |                      |                      |
| 1978-1979  | Golden Gophers du Minnesota | NCAA       | 40    | 21               | 50               | 71               | 18               | -                | -  | -                    | -                    | -                    |                      |                      |
| 1979-1980  | Équipe des États-Unis       | Intl       | 62    | 27               | 31               | 58               | 22               | -                | -  | -                    | -                    | -                    |                      |                      |
| 1980-1981  | Golden Gophers du Minnesota | NCAA       | 36    | 17               | 54               | 71               | 56               | -                | -  | -                    | -                    | -                    |                      |                      |
| 1980-1981  | North Stars du Minnesota    | LNH        | 3     | 2                | 0                | 2                | 12               | 19               | 1  | 7                    | 8                    | 9                    |                      |                      |
| 1981-1982  | North Stars du Minnesota    | LNH        | 73    | 38               | 60               | 98               | 42               | 4                | 0  | 2                    | 2                    | 0                    |                      |                      |
| 1982-1983  | North Stars du Minnesota    | LNH        | 79    | 32               | 45               | 77               | 43               | 9                | 1  | 6                    | 7                    | 10                   |                      |                      |
| 1983-1984  | North Stars du Minnesota    | LNH        | 76    | 28               | 61               | 89               | 43               | 16               | 5  | 5                    | 10                   | 4                    |                      |                      |
| 1984-1985  | North Stars du Minnesota    | LNH        | 80    | 19               | 37               | 56               | 39               | 9                | 2  | 5                    | 7                    | 10                   |                      |                      |
| 1985-1986  | North Stars du Minnesota    | LNH        | 80    | 29               | 76               | 105              | 47               | 5                | 3  | 2                    | 5                    | 2                    |                      |                      |
| 1986-1987  | North Stars du Minnesota    | LNH        | 46    | 18               | 35               | 53               | 35               | -                | -  | -                    | -                    | -                    |                      |                      |
| 1987-1988  | North Stars du Minnesota    | LNH        | 54    | 9                | 30               | 39               | 32               | -                | -  | -                    | -                    | -                    |                      |                      |
| 1988-1989  | North Stars du Minnesota    | LNH        | 68    | 18               | 38               | 56               | 57               | 5                | 2  | 2                    | 4                    | 4                    |                      |                      |
| 1989-1990  | North Stars du Minnesota    | LNH        | 80    | 23               | 62               | 85               | 45               | 7                | 2  | 2                    | 4                    | 18                   |                      |                      |
| 1990-1991  | North Stars du Minnesota    | LNH        | 79    | 13               | 56               | 69               | 26               | 23               | 9  | 13                   | 22                   | 6                    |                      |                      |
| 1991-1992  | Preussen Berlin             | DEL        | 8     | 3                | 5                | 8                | 2                | -                | -  | -                    | -                    | -                    |                      |                      |
| 1991-1992  | North Stars du Minnesota    | LNH        | 76    | 8                | 26               | 34               | 16               | 7                | 1  | 5                    | 6                    | 2                    |                      |                      |
| 1992-1993  | North Stars du Minnesota    | LNH        | 82    | 12               | 21               | 33               | 22               | -                | -  | -                    | -                    | -                    |                      |                      |
| 1993-1994  | Stars de Dallas             | LNH        | 79    | 17               | 35               | 52               | 62               | 9                | 2  | 1                    | 3                    | 6                    |                      |                      |
| 1994-1995  | Stars de Dallas             | LNH        | 17    | 0                | 4                | 4                | 4                | -                | -  | -                    | -                    | -                    |                      |                      |
| 1994-1995  | Devils du New Jersey        | LNH        | 30    | 8                | 20               | 28               | 20               | 20               | 7  | 12                   | 19                   | 6                    |                      |                      |
| 1995-1996  | Devils du New Jersey        | LNH        | 55    | 7                | 16               | 23               | 14               | -                | -  | -                    | -                    | -                    |                      |                      |
| 1996-1997  | Roadrunners de Phoenix      | LIH        | 11    | 3                | 3                | 6                | 4                | -                | -  | -                    | -                    | -                    |                      |                      |
| 1996-1997  | Devils du New Jersey        | LNH        | 3     | 0                | 1                | 1                | 0                | -                | -  | -                    | -                    | -                    |                      |                      |
| 1996-1997  | Kings de Los Angeles        | LNH        | 19    | 0                | 4                | 4                | 0                | -                | -  | -                    | -                    | -                    |                      |                      |
| 1996-1997  | Stars de Dallas             | LNH        | 20    | 8                | 7                | 15               | 12               | 2                | 0  | 1                    | 1                    | 0                    |                      |                      |
| Totaux LNH | Totaux LNH                  | Totaux LNH | 1 099 | 289              | 634              | 923              | 571              | 135              | 35 | 63                   | 98                   | 77                   |                      |                      |

## Transaction en carrière
- 27 février 1995 : échangé aux Devils du New Jersey par les Stars de Dallas pour Corey Millen.
- 22 novembre 1996 : échangé aux Kings de Los Angeles par les Devils du New Jersey pour des considérations futures.
- 28 janvier 1997 : réclamé au ballotage par les Stars de Dallas des Kings de Los Angeles.

## Carrière internationale
Il représente les États-Unis lors des compétitions internationales suivantes :
- Jeux olympiques d'hiver
  -  Médaille d'or : 1980
- Coupe Canada
  - 1981 - quatrième place
  - 1984 - quatrième place
- Championnat du monde
  - 1990 - cinquième place

### Parenté dans le sport
- Frère des joueurs Aaron Broten et Paul Broten.